# Пілевиці
Пілевиці (пол. Pilewice, нім. Pillewitz) — село в Польщі, у гміні Стольно Хелмінського повіту Куявсько-Поморського воєводства.
Населення — 71 особа (2011).
У 1975-1998 роках село належало до Торунського воєводства.

## Демографія
Демографічна структура станом на 31 березня 2011 року:
|          | Загалом | Допрацездатний вік | Працездатний вік | Постпрацездатний вік |
| -------- | ------- | ------------------ | ---------------- | -------------------- |
| Чоловіки | 36      | 9                  | 24               | 3                    |
| Жінки    | 35      | 12                 | 17               | 6                    |
| Разом    | 71      | 21                 | 41               | 9                    |